# Stätzling
Stätzling ist ein Gemeindeteil von Friedberg bei Augsburg und hat etwa 2350 Einwohner (mit Hauptwohnsitz Stand 31. Dezember 2016).

## Geografie
Das Pfarrdorf Stätzling liegt etwa vier Kilometer östlich von Augsburg am östlichen Lechrain. Die Friedberger Ach fließt durch den Ort.

## Geschichte

### Vor- und Frühgeschichte
Im Jahre 1898 wurde in rund 15 Millionen Jahre alten Ablagerungen bei Stätzling der Unterkieferrest eines Pliopithecus antiquus gefunden, der älteste Menschenaffenfund in Deutschland. Der Fund gehört heute zu den bedeutendsten Ausstellungsstücken im Naturmuseum Augsburg.
Bei Stätzling wurde eine spätrömische Töpferei und Ziegelei entdeckt.

### Ortsgeschichte
Schon im 13. Jahrhundert wird Stätzling als Siedlung eines Stazilo erwähnt, als das Augsburger Kloster St. Ulrich und Afra Reichnisse aus der Mühle zu „Stazilingen“ bezog. In der Regel erhielt der Ort den Namen des Gründers, Stammesältesten oder Ortsadeligen durch anhängen der Silben -ingen.
Die schwäbische Bezeichnung für die Hofmark Stezlingen, die noch während des Dreißigjährigen Krieges und auch noch zu Beginn des 19. Jahrhunderts üblich war, wurde im Lauf der Jahrhunderte durch den staatlich bairischen Einfluss über das übergeordnete herzogliche Landgericht Friedberg auf die bairische Endung „-ing“ verkürzt.
Am 1. Juli 1972 wurde die bisherige Gemeinde Haberskirch nach Stätzling eingegliedert. Am 1. Mai 1978 erfolgte im Zuge der Gemeindegebietsreform die Eingliederung nach Friedberg, mit Ausnahme des Weilers Unterzell, der ein Ortsteil von Dasing wurde.

## Verkehr
Durch Stätzling fahren die AVV-Buslinien 202, 210, 211, und 213 in Richtung Derching, Friedberg und Augsburg sowie die Nachtbuslinie 291 zwischen Augsburg-Lechhausen und Derching.
Ein Anschluss an die A 8 und das Lechhauser Industriegebiet ist über die zwischen Stätzling und der St. Anton-Siedlung (bis 1978 ein Ortsteil von Stätzling) gelegene Kreisstraße AIC 25 zur Anschlussstelle Friedberg-West seit Sommer 2007 befahrbar.

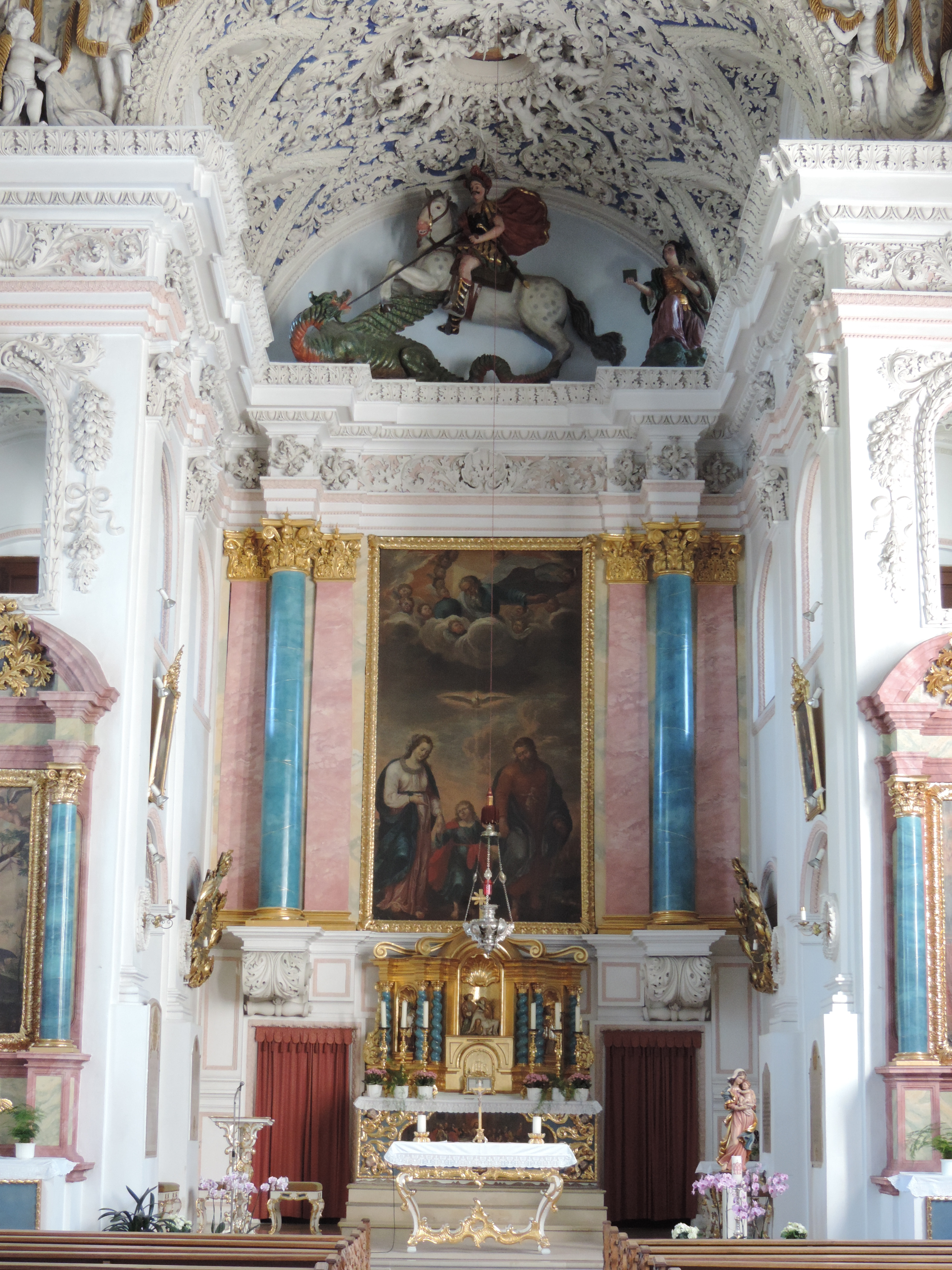
Pfarrkirche St. Georg

## Kirchen
- Katholische Pfarrkirche St. Georg mit bedeutenden Stuckarbeiten der Wessobrunner Schule.
- Evangelische Zachäuskirche
- Loretokapelle